# Phoroncidia ravot
Phoroncidia ravot là một loài nhện trong họ Theridiidae.
Loài này thuộc chi Phoroncidia. Phoroncidia ravot được Herbert Walter Levi miêu tả năm 1964.